# Чипчирган
Чипчирга́н (з удмуртської мови свистіти, розливатись треллю) — стародавній удмуртський народний духовий музичний інструмент домашнього виробництва, схожий на сопілку чи флейту. Знахідки перших чипчирганів відносяться до періоду древньопермської спільноти I тисячоліття до н.е. Про це свідчить їхня схожість із подібними інструментами комі.
Чипчирган виготовляється з натуральної довгастої пустої трубки — стебла рослини какалія списоподібна — довжиною 10-20 см. За кінці трубки робиться конічний раструб із береста, картону чи коров'ячого рогу. Мундштук на ігрові отвори відсутні. Звук утворюється не вдуванням, а втягуванням повітря в інструмент при великому напруженні губного апарату. Характер звучання — світлий, дещо свистячий.
Інструментальні награвання виконуються в традиціях мисливських сигналів і мають елементи повторювання голосів птахів. Удмуртська міфологія приписувала чипчиргану магічні властивості. Легенда розповідає про викрадення чипчиргана володарем підземного царства Пері (що прирівнюється втраті народом свого голосу, волі) та про боротьбу за чипчирган удмуртських героїв Юбера та Туганая.